# غاري أونيل
غاري أونيل (بالإنجليزية: Gary O'Neil) (مواليد 18 مايو 1983)هو لاعب كرة قدم إنجليزي سابق. بدأ مسيرته الكروية مع نادي بورتسموث في عام 1999، وقد أعير في عام 2003 إلى نادي والسال، ولعب معهم في 7 مباريات، وفي عام 2004 أعير إلى نادي كارديف سيتي، انتقل لاحقًا لميدلزبره ثم وست هام يونايتد. والان يعمل كمدرب لنادي وولفرهامبتون الانجليزي

## المسيرة الدولية
لعب أونيل مع جميع منتخبات الناشئين والشباب الإنجليزية، كما حاز شارة قائد الفريق في منتخب تحت 21 سنة. على الرغم من ذلك، لم يستدعى ولا مرة للمنتخب الأول.

## روابط خارجية
- الموقع الرسمي على officialplayerwebsites.com
- صفحة اللاعب على موقع بي بي سي نسخة محفوظة 6 ديسمبر 2006 على موقع واي باك مشين.
- غاري أونيل على موقع قاعدة بيانات كرة القدم.إي يو (الإنجليزية)
- غاري أونيل على موقع Soccerbase.com (لاعب) (الإنجليزية)
- غاري أونيل على موقع Soccerway.com (الإنجليزية)
- غاري أونيل على موقع عالم كرة القدم.نت (الإنجليزية)